# امپراتوری زمین (رمان)
امپراتوری زمین نام رمانی در گونهٔ علمی-تخیلی است که در سال ۱۹۷۶ میلادی به قلم آرتور سی. کلارک نگاشته شد.